# Lights Up
"Lights Up" é uma canção do cantor britânico Harry Styles, gravada para seu segundo álbum de estúdio Fine Line (2019). Foi escrita por Styles ao lado de seus produtores Tyler Johnson e Kid Harpoon. A canção foi lançada através da Erskine e Columbia Records em 11 de outubro de 2019 como o primeiro single do álbum. Musicalmente, "Lights Up" é uma canção pop e R&B, com guitarras multicamadas, piano, batidas programadas e um coro gospel. Concebida por Styles após um período de autorreflexão, as letras são sobre autodescoberta e ele abraçando sua própria identidade.
Os críticos acharam a direção musical de Styles refrescante e comentaram sobre a estrutura não convencional da canção, que é composta por vários pré-refrão e pós-refrão e um único refrão. Alguns outros criticaram a canção como esquecível. No Reino Unido, o single alcançou o número três no UK Singles Chart e recebeu certificado de platina pela British Phonographic Industry (BPI). Também alcançou o top 20 e recebeu certificações de platina na Austrália, Canadá e EUA. Vincent Haycock dirigiu o videoclipe da canção, que mostra Styles dançando sem camisa em uma multidão de pessoas encharcadas de suor.

## Antecedentes
Anteriormente membro da boy band One Direction, Harry Styles surgiu como artista solo em 2017 com seu álbum de estúdio de estreia autointitulado, que incorporou fortemente um som influenciado pelo rock da década de 1970. Durante uma entrevista com Zane Lowe, da Apple Music, Styles admitiu que estava estressado ao fazer seu álbum de estreia. Ele disse: "Quando ouço o primeiro álbum agora, posso ouvir todos os lugares onde sinto que estava tocando com segurança, porque eu simplesmente não queria errar". Ele não gostava de se sentir obrigado a criar um disco para apaziguar os ouvintes e decidiu ser "mais divertido e aventureiro" com seu próximo projeto. Para seu segundo álbum Fine Line, lançado em 2019, Styles contratou os produtores Tyler Johnson e Kid Harpoon, com quem ele havia trabalhado em seu álbum de estreia. Um disco de pop rock que engloba influências de power pop, folk rock, pop psicodélico e funk, Fine Line acabou sendo mais experimental do que seu álbum de estreia, de acordo com Alexa Lee, da Vox. A canção "Lights Up" tem um som mais pop do que as canções de Harry Styles.
Durante uma entrevista com a revista Rolling Stone, Styles disse que "Lights Up" foi criada após "um longo período de autorreflexão, autoaceitação". Foi concebida durante as sessões de composição do álbum no primeiro trimestre de 2019. Styles escreveu a canção com Johnson e Harpoon, que é creditado sob seu nome de nascimento Thomas Hull nas notas do encarte. A produção foi realizada por todos os compositores, exceto Styles.
A gravação ocorreu no The Cave Studio em Nashville, no EastWest Studios em Los Angeles e na Henson Recording em Hollywood. Johnson programou a faixa e tocou bateria, baixo, guitarra acústica e teclados; Harpoon também tocou guitarra elétrica e forneceu produção adicional enquanto Ivan Jackson tocava as trompas. Johnson, Jeremy Hatcher, Nick Lobel e Sammy Witte projetaram a canção com Matt Tuggle e Matt Wallick. Jon Castelli mixou com a ajuda de Ingmar Carlson na The Gift Shop em Los Angeles. Randy Merrill masterizou no Sterling Sound Studios em Edgewater, Nova Jersey.

## Composição
"Lights Up" é uma canção pop e R&B, com duração de dois minutos e 52 segundos. O crítico Jon Caramanica do The New York Times caracterizou seu som como "em algum lugar entre o soft rock dos anos 70, lite disco e indie pop". Junto com isso, Hannah Mylrea da NME notou influências soul na canção. A faixa incorpora guitarras multicamadas, piano e batidas programadas com uma linha do baixo flexível. O refrão é acompanhado por um coral gospel. Roisin O'Connor, do The Independent, disse que a faixa tem vibe de "California Dreamin'" e grooves psicodélicos. O escritor da Slate, Chris Molanphy, descreveu a canção como "canção de praia levemente dedilhada com vocais de apoio etéreos".

## Recepção da crítica
Alguns críticos elogiaram Styles por experimentar estilos diferentes. Time e Vulture nomearam "Lights Up" como uma das melhores canções de sua semana de lançamento. Snapes elogiou o som refrescante da canção que distinguiu Styles de seus contemporâneos masculinos britânicos e dos sons "narcotizados" dominados pelo synth-pop daquele ano, com Raisa Bruner da Time considerando-a como um exemplo de sua versatilidade. Caramanica descreveu "Lights Up" como um generoso retorno ao pop que tocou nos pontos fortes de Styles. Spencer Koornhaber, do The Atlantic, disse que a faixa representava o tipo de território de escuta misterioso, mas simples, que raramente havia sido explorado desde "Mellow Yellow" de Donovan. O'Connor a chamou de a canção mais autoconfiante de Styles até agora. Para explicar esse ponto de vista, ela destacou que a identidade de Styles muitas vezes se perdeu no meio de tropos musicais em seu álbum de estreia. Em contraste, O'Connor argumentou que "Lights Up" se destacou por conta própria.
Os críticos também comentaram sobre a estrutura e arranjo não convencionais da canção. De acordo com a escritora da Pitchfork, Anna Gaca, a faixa foi "projetada para contornar as restrições da composição pop", e Chris DeVille, do Stereogum, afirmou que mostrava a capacidade de Styles de "brincar com sons acessíveis sem descer ao blasé". O arranjo detalhado de trompas, congas e coro na canção foi notado com aprovação pela editora do Clash, Susan Hansen, que selecionou "Lights Up" como a melhor faixa de Fine Line e elogiou sua "construção sutil, mas aguda". Na mesma linha, Loiuse Bruton do The Irish Times elogiou a produção da canção. Chris Willman, da Variety, a escolheu como uma das "distintas discrepâncias modernas" do álbum, ao lado de "Adore You" e "Watermelon Sugar".
Andrew Unterberger foi mais crítico em sua crítica para a Billboard, na qual ele destacou a direção da canção como enganosa e escreveu que a faixa "nunca diz para onde está indo e depois deixa você em algum lugar que você nem reconhece". Tim Sendra da AllMusic chamou o single de "inofensivo e doce", dizendo que "só foi salvo do botão de pular pelos vocais sempre impressionantes". A escritora da Paste, Ellen Johnson, descartou-o como não "necessariamente algo especial".

## Lançamento e promoção
Antes do lançamento de "Lights Up", Styles lançou uma campanha em 10 de outubro de 2019, Dia Mundial da Saúde Mental. Cartazes com o logotipo da Columbia Records e a frase "Você Sabe Quem Você É?", apareceram em Londres e Nova Iorque. Os cartazes também tinham o acrônimo "TPWK" (Treat People with Kindness), uma frase que já havia sido usada na mercadoria de Harry Styles: Live on Tour. A frase foi revelada mais tarde como o título da canção "Treat People with Kindness" do álbum Fine Line. Um site intitulado com a mesma frase também foi criado; ele ofereceu elogios aos usuários que inseriram seus nomes nele. Styles anunciou o título do single em sua conta do Instagram com uma foto de si mesmo. "Lights Up" foi lançada através da Erskine e Columbia Records para download digital e streaming em 11 de outubro de 2019 como o primeiro single de seu segundo álbum Fine Line. No mesmo dia, a canção foi adicionada a uma lista de reprodução da BBC Radio 1, e nas estações de rádios pop na Austrália e na Itália. Uma edição limitada de disco de vinil de sete polegadas contendo uma nova faixa chamada "Do You Know Who You Are? (Locked Groove)" no lado B, foi lançada em todo o mundo no início de 2020.
Em 16 de novembro de 2019, Styles fez sua primeira apresentação de "Lights Up" no Saturday Night Live, junto com "Watermelon Sugar". Styles cantou a faixa novamente no Later... with Jools Holland em 21 de novembro e no Jingle Bell Ball da Capital FM em 7 de dezembro. A canção foi incluída no repertório de seu show de uma noite no The Forum em Los Angeles em 13 de dezembro para promover o lançamento de Fine Line. Em 18 de dezembro, Styles apresentou o single no segmento Live Lounge da BBC Radio 1. Em 29 de fevereiro do ano seguinte, ele cantou no Music Hall de Williamsburg para Sirius XM e a sessão secreta de Pandora.

## Videoclipe
Vincent Haycock dirigiu o videoclipe de "Lights Up", que foi filmado na Cidade do México em agosto de 2019. Estreou na conta Vevo de Styles no YouTube em 11 de outubro de 2019, no mesmo dia do lançamento da canção.

## Faixas e formatos
| Download digital / streaming |             |         |  |
| N.º                          | Título      | Duração |  |
| 1.                           | "Lights Up" | 2:52    |  |

| Disco de vinil de sete polegadas |                                            |         |  |
| N.º                              | Título                                     | Duração |  |
| 1.                               | "Lights Up"                                | 2:52    |  |
| 2.                               | "Do You Know Who You Are? (Locked Groove)" |         |  |

## Desempenho nas tabelas musicais
| Tabela musical (2019–2020)                    | Melhor posição |
| --------------------------------------------- | -------------- |
| Alemanha (Offizielle Deutsche Charts)         | 50             |
| Austrália (ARIA)                              | 7              |
| Áustria (Ö3 Austria Top 75)                   | 16             |
| Bélgica (Ultratip Bubbling Under da Valônia)  | 4              |
| Bélgica (Ultratip Bubbling Under de Flandres) | 2              |
| Canadá (Canadian Hot 100)                     | 14             |
| República Checa (Singles Digitál Top 100)     | 10             |
| Dinamarca (Hitlisten)                         | 30             |
| Escócia (Scottish Singles Chart)              | 6              |
| Eslováquia (Singles Digitál Top 100)          | 6              |
| Espanha (PROMUSICAE)                          | 65             |
| Estados Unidos (Billboard Hot 100)            | 17             |
| Estónia (Eesti Tipp-40)                       | 5              |
| Finlândia (Suomen virallinen lista)           | 20             |
| França (SNEP)                                 | 127            |
| Grécia (IFPI)                                 | 4              |
| Hungria (Single Top 40)                       | 9              |
| Hungria (Stream Top 40)                       | 6              |
| Irlanda (IRMA)                                | 4              |
| Itália (FIMI)                                 | 37             |
| Letônia (LAIPA)                               | 4              |
| Lituânia (AGATA)                              | 3              |
| Malásia (RIM)                                 | 15             |
| Noruega (VG-lista)                            | 16             |
| Nova Zelândia (Recorded Music NZ)             | 7              |
| Países Baixos (Single Top 100)                | 36             |
| Polónia (Polish Airplay Top 100)              | 29             |
| Portugal (AFP)                                | 23             |
| Reino Unido (UK Singles Chart)                | 3              |
| Singapura (RIAS)                              | 14             |
| Suécia (Sverigetopplistan)                    | 15             |
| Suíça (Schweizer Hitparade)                   | 22             |

| Tabela (2019)           | Posição |
| ----------------------- | ------- |
| Hungria (Stream Top 40) | 86      |
| Letónia (LAIPA)         | 94      |

## Certificações
| Região                                                         | Certificação | Vendas     |
| -------------------------------------------------------------- | ------------ | ---------- |
| Austrália (ARIA)                                               | 2× Platina   | 140,000‡   |
| Áustria (IFPI Áustria)                                         | Ouro         | 15,000‡    |
| Brasil (Pro-Música Brasil)                                     | Diamante     | 160,000‡   |
| Canadá (Music Canada)                                          | Platina      | 80,000‡    |
| Dinamarca (IFPI Dinamarca)                                     | Ouro         | 45,000‡    |
| Estados Unidos (RIAA)                                          | 2× Platina   | 2,000,000‡ |
| Itália (FIMI)                                                  | Ouro         | 35,000‡    |
| México (AMPROFON)                                              | Platina      | 60,000‡    |
| Noruega (IFPI Noruega)                                         | Ouro         | 30,000‡    |
| Nova Zelândia (RMNZ)                                           | Ouro         | 15,000‡    |
| Polónia (ZPAV)                                                 | Platina      | 20,000‡    |
| Portugal (AFP)                                                 | Ouro         | 5,000‡     |
| Reino Unido (BPI)                                              | Platina      | 600,000‡   |
| ‡ Vendas+valores de streaming baseados apenas na certificação. |              |            |

## Histórico de lançamento
| Região      | Data                  | Formato(s)                       | Gravadora(s)     | Ref.   |
| ----------- | --------------------- | -------------------------------- | ---------------- | ------ |
| Várias      | 11 de outubro de 2019 | Download digital streaming       | Erskine Columbia | [ 40 ] |
| Austrália   | 11 de outubro de 2019 | Rádios pop                       | Sony             | [ 42 ] |
| Itália      | 11 de outubro de 2019 | Rádios pop                       | Sony             | [ 43 ] |
| Reino Unido | 11 de outubro de 2019 | Rádios pop                       | Erskine Columbia | [ 41 ] |
| Várias      | Início de 2020        | Disco de vinil de sete polegadas | Erskine Columbia | [ 44 ] |